# Đảng Tự do và Công lý
Đảng Tự do và Công lý (tiếng Nga: Российская партия свободы и справедливости), (viết tắt: RPSS, РПСС) là một đảng phái chính trị ở Nga.